# Elmwood Hall

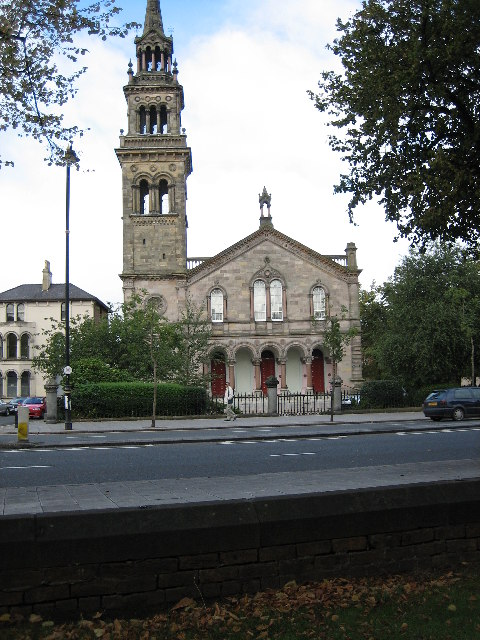
Elmwood Hall

Die Elmwood Hall ist eine vormalige Presbyterianische Kirche in der University Road in Belfast (Nordirland), gegenüber der Queen’s University Belfast gelegen. Die Kirche wurde in den Jahren 1860–1862 errichtet und vereint verschiedene Baustile, repräsentiert jedoch zum überwiegenden Teil den italianisierten Stil mit einer Spitze auf dem Glockenturm, wie sie für diesen Stil an sakralen Bauten typisch ist. Der Turm wurde jedoch erst 1872 fertiggestellt.
Der Bau geht auf einen Entwurf von John Corry zurück. Die ursprüngliche Kanzel, der Großteil der inneren Einrichtung und die Buntglasfenster wurden inzwischen entfernt. Das Gebäude ist in Kategorie A (Grade A) der Statutory List of Buildings of Special Architectural or Historic Interest gelistet und steht unter Denkmalschutz.
Heute wird das Gebäude als Spielstätte des Ulster Orchestra genutzt.